# 멸구
멸구는 멸구과에 속하는 곤충이다. 현재 1,800여 종이 알려져 있다. 몸길이는 2~9mm이며 길쭉하고 머리가 짧다. 더듬이는 단순하고 날개는 앞날개가 짧고 날개맥이 퇴화되어 있다. 뒷다리 종아리 마디의 끝에는 움직일 수 있는 가시돌기가 있다. 멸구는 각종 식물에서 생활하며 성충·유충 모두가 벼·보리·옥수수·사탕수수 같은 농작물에 피해를 주는 종류가 많다. 또 성충이나 유충 모두 몸의 배쪽이나 등쪽에서 흰색의 납질물(蠟質物)을 분비하는 것이 많다. 한국의 남부지방과 남해의 도서지방에서는 겨울에도 성충이 활동적으로 생활하고 있는 광경을 볼 수가 있다. 열대지방을 중심으로 세계 각지에 분포하고 있으며 한국에는 벼멸구·흰등멸구·애멸구 등 33종이 분포하고 있다.

## 참고 문헌
- 이 문서에는 다음커뮤니케이션(현 카카오)에서 GFDL 또는 CC-SA 라이선스로 배포한 글로벌 세계대백과사전의 내용을 기초로 작성된 글이 포함되어 있습니다.